# 코타츠

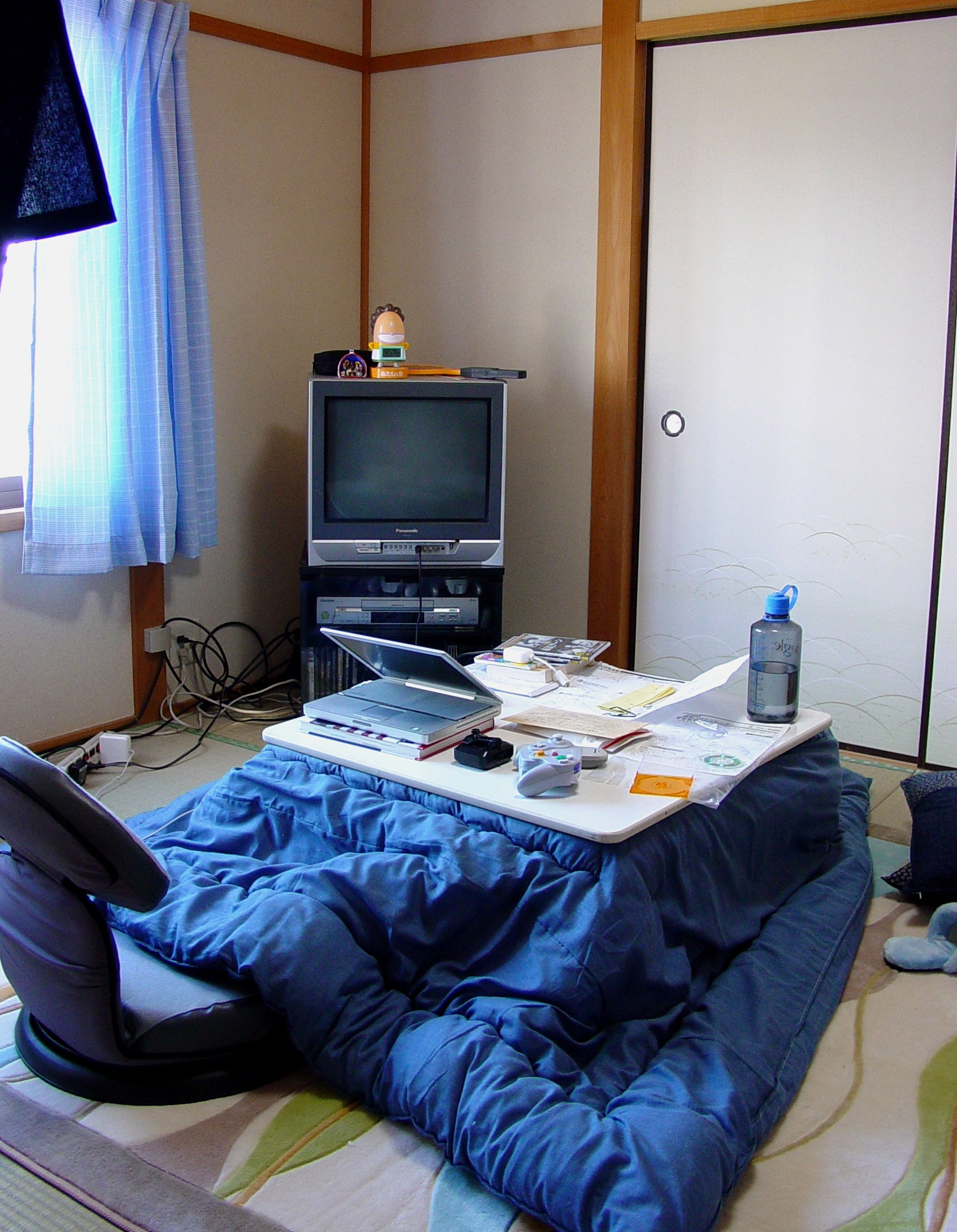
코타츠

코타츠(일본어: こたつ 고타쓰[*], 영어: Kotatsu)는 일본에서 쓰이는 일본식 난방기구로, 나무로 만든 탁자에 이불이나 담요 등을 덮은 것을 말한다. 상 아래에는 화로나 난로가 있다.

## 종류

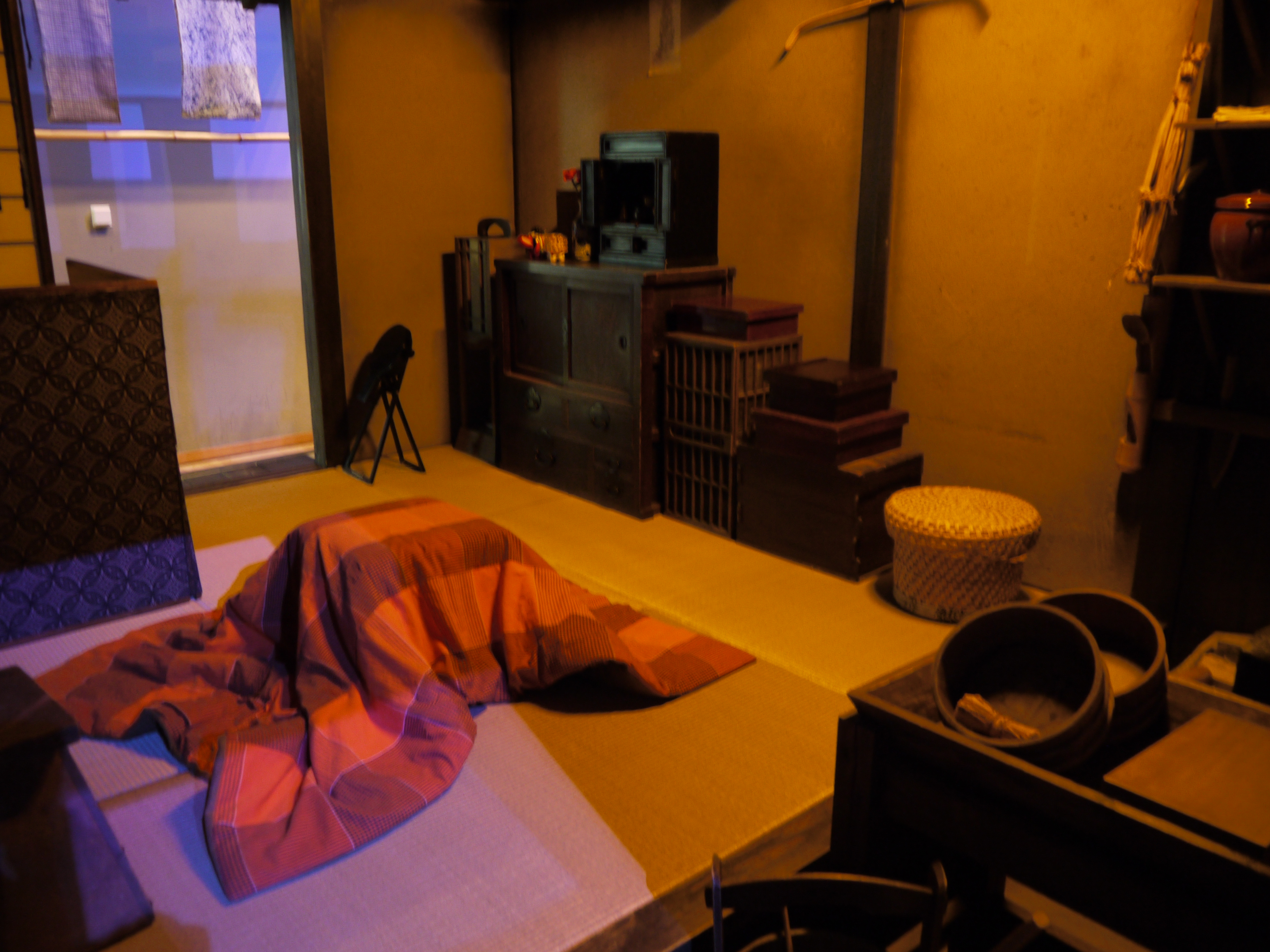
에도 시대 코타츠(호리코타츠) (후가가와 에도 박물관)

코타츠에는 두 종류가 있다.
- 오키코타츠: 오늘날 일본에서 쓰이는 현대식 코타츠로 화로대신 전기난로가 상 아래에 설치되어 발전한 형태이다.[1] 현대식 코타츠(오키코타츠)

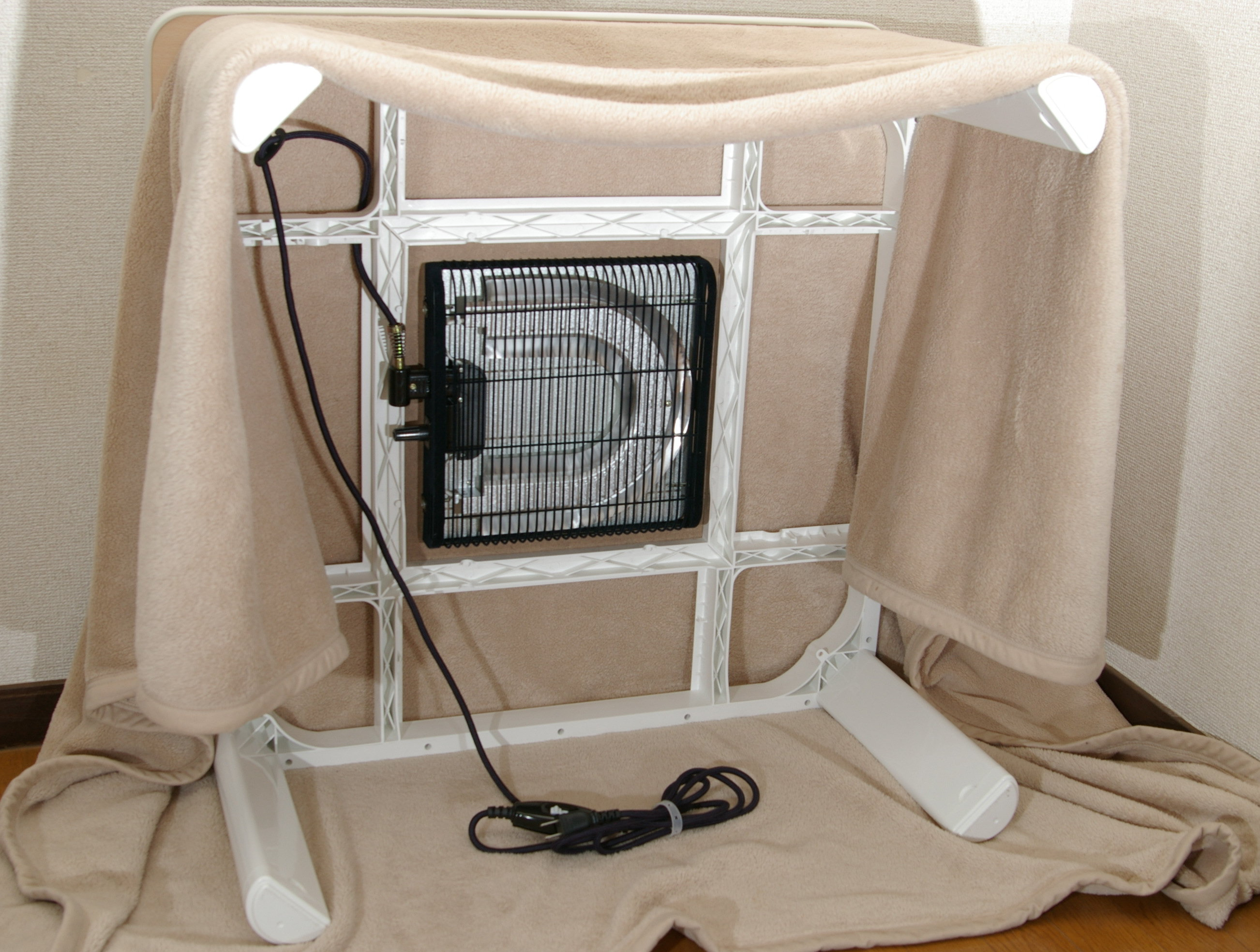
현대식 코타츠(오키코타츠)

- 호리코타츠: 과거에 쓰였던 전통적인 코타츠로 바닥이 꺼진 마루에 땔감을 태우는 화로를 얹어둔 형태이다. 구덩이 깊이는 약 40 cm 정도이다. 주로 땔감으로 석탄이나 숯을 사용한다. 에도 시대 코타츠(호리코타츠) (후가가와 에도 박물관)

## 용도
상틀을 둘러 담요가 내려져 있고, 사람들은 마루에 앉아 다리를 상 아래로 넣어 담요를 몸 위에 덮는다. 여름에는 담요를 없애 보통 상으로 쓴다. 일본의 집은 대부분 단열이 잘 되어 있지 않고 중앙 난방도 없어서 부분 난방을 많이 한다. 집에 외풍 또한 세서, 겨울을 나기에는 코타츠가 매우 경제적인 방법이다. 전통적인 헐렁한 일본옷을 입으면 열이 발쪽으로 들어와 목으로 올라오면서 온 몸을 따뜻하게 해준다. 코타츠 아래에서 잠을 잘 수도 있으나 몸이 완전히 들어가기에는 좀 작은 편이고, 화상을 입을 수도 있다. 어린이가 그 안에서 잠자면 감기 걸린다는 속담이 있다. 바닥 난방을 하지 않는 일본 가옥 특성 때문에, 애완동물은 자주 코타츠 안으로 들어간다.

## 다른 나라
이란에도 이와 비슷한 코르시(Korsi)가 있으며 타지키스탄과 아프가니스탄에도 산달리(Sandali)라는 매우 유사한 물건이 있다. 오늘 날까지 전통가옥에서 많이 발견되는데 음식을 데우는 데에도 쓰인다.
스페인에도 비슷한 메사 카미야(mesa camilla)라는 것이 있는데, 동그란 작은 상으로 아래에 화로가 있다.

## 같이 보기
- 바닥밑 난방(en:Underfloor heating)
- 대류 난방기(en:Convection heater)
- 라디에이터
- 보일러
- 이로리
- 난로
  - 벽난로
  - 석유난로
  - 전기난로
- 온돌
- 강
- 화로
- 하이포코스트
- 전기장판
- 중앙 난방